# Shiga Chikatsugu
 (avril 2018).
Shiga Chikatsugu est un nom japonais traditionnel ; le nom de famille (ou le nom d'école), Shiga, précède donc le prénom (ou le nom d'artiste).
Shiga Chikatsugu (志賀 親次), Chikayoshi (親善) ou encore Kozaemon no Jō (小左衛門尉), né en 1566 et mort en 1660, est un samouraï ayant vécu au Japon, durant l'époque Sengoku (milieu du XVe, fin du XVIe siècle) et le début de l'époque d'Edo (1603-1868).

## Biographie
Shiga Chikatsugu, connu aussi sous les noms de Chikayoshi et Kozaemon no Jō, naît au cours de l'ère Eiroku (1558-1570), probablement en 1566. Samouraï converti au christianisme sous le nom de Paul, il est, à ses débuts, au service d'Ōtomo Sōrin, un daimyō chef d'un clan de l'île de Kyūshū. Par la suite, il devient le propriétaire du château d'Oka, dans l'ancienne province de Bungo. Il se distingue en 1586, en assurant la défense de son château, résistant aux tentatives d'invasions du clan Shimazu jusqu'à l'arrivée des forces de Toyotomi Hideyoshi durant sa campagne de Kyushu,.
Par suite des réorganisations de domaines et des clans, il servira différents maîtres, tels le clan Fukushima, le clan Kobayakawa, puis le clan Mōri.